# ایساکوفکا
ایساکوفکا (انگلیسی: Isakovka) یک شهرک در شهرستان چیشمینسکی در استان باشقیرستان کشور روسیه است.